# Gracze (stacja kolejowa)
Gracze – stacja kolejowa w Graczach, w województwie opolskim, w powiecie opolskim, w gminie Niemodlin, w Polsce.
| Gracze                                           |  |                                 |
| Linia nr 329 Szydłów - Lipowa Śląska (14,549 km) |  |                                 |
| Szydłowiec Śląskiodległość: 3,443 km             |  | Radoszowice odległość: 3,851 km |